# Ice Limit
Ice Limit (titolo originale The Ice Limit) è un romanzo del 2000, opera della coppia di autori Douglas Preston e Lincoln Child. In italiano è stato inizialmente pubblicato con il titolo: Ice limit: barriera di ghiaccio.
Il libro è stato tradotto in spagnolo, tedesco, russo, polacco e altre lingue.

## Trama
A Isola Desolación, una terra inospitale al largo di Capo Horn, la punta estrema del Cile, viene localizzato un meteorite di proporzioni gigantesche, il più grande mai trovato, probabilmente sepolto sottoterra da milioni di anni. In un altro emisfero Palmer Lloyd, eccentrico miliardario americano, vuole a tutti i costi quel meteorite per esporlo nel suo nuovo, grandioso museo di storia naturale di New York. Per averlo è disposto a pagare qualsiasi prezzo, sia in dollari sia in vite umane. Ingaggia quindi il miglior cacciatore di meteoriti sul mercato, Sam McFarlane, perché lo scovi e glielo trasporti a Manhattan. 
.
Il recupero deve necessariamente essere effettuato d'inverno, nelle condizioni climatiche peggiori. Senza contare il rischio che le autorità cilene cerchino di boicottare l'operazione. Coi finanziamenti di Lloyd, viene preparata un'audace spedizione e uno staff di prim'ordine s'imbarca sulla ROLVAAG - petroliera supertecnologica camuffata da mercantile arrugginito - comandata dal capitano Sally Britton, profonda conoscitrice dei mari di Capo Horn.
L'impresa è ardua, ai limiti dell'impossibile: una lotta senza sosta contro le forze della natura si interseca con un duello di astuzie e inganni contro lo spietato comandante della Marina cilena che cerca ad ogni costo di impedire che il meteorite venga sottratto al suo governo.
Ai gelidi confini dell'Antartide, intrappolati nella morsa di un inferno di ghiaccio sotto il fuoco nemico, senza poter chiedere aiuto, i partecipanti della spedizione si troveranno a dover risolvere un mistero ancor più pericoloso delle temperature estreme e della marina cilena. Il meteorite porta con sé un terrificante enigma, infatti, chiunque venga a contatto con esso viene ucciso all'istante da una forza misteriosa. I partecipanti della spedizione dovranno risolvere questo incredibile mistero per uscire vivi da una situazione che sembra non lasciar scampo.

## Edizioni in italiano
- Douglas Preston & Lincoln Child, Ice limit: barriera di ghiaccio,traduzione di Andrea Carlo Cappi, Milano: Sonzogno, 2001
- Douglas Preston, Lincoln Child, Ice limit, Milano: BUR, 2008